# Phatthalung
Phatthalung (in thailandese พัทลุง) è una città minore (thesaban mueang) della Thailandia di 34 137 abitanti. Il territorio comunale occupa una parte del distretto di Mueang Phatthalung, che è capoluogo della Provincia di Phatthalung, nel gruppo regionale della Thailandia del Sud. In città hanno sede il governo provinciale e distrettuale.

## Geografia fisica

### Territorio
Phatthalung si trova in una zona pianeggiante ma ha al suo interno alcune alture calcaree isolate come il Khao Khuha Sawan e il Khao Ok Thalu, simbolo della città presente nello stemma della provincia. I primi contrafforti della catena di Nakhon Si Thammarat si trovano circa 30 km a ovest, mentre 8 km a est del centro vi è il lago di Songkhla (in thai: Thale Sap), una sorta di laguna separata dal mare da una lunga striscia di terra. La distanza stradale dalla capitale Bangkok è di 852 km.

### Clima
I seguenti dati sono riferiti alla stazione meteorologica di Songkhla, che si trova circa 100 km a sud-est. La temperatura media mensile massima è di 33,1° a giugno, con un picco di 38,6° registrato a maggio, mentre la media mensile minima è di 24,3° a ottobre, con un picco di 19,7° in marzo. La media massima mensile delle precipitazioni piovose è di 545,9 mm in novembre, con un picco giornaliero di 521,8 mm in novembre. La media minima mensile è di 48,6 mm in febbraio. Le temperature annue sono abbastanza uniformi e le piogge cadono la maggior parte dell'anno; i periodo più freschi e meno piovosi sono tra gennaio e marzo, quelli più caldi da aprile a settembre e il periodo di maggiori piogge va da ottobre a dicembre.

## Storia
Phatthalung è una delle città più antiche del sud della Thailandia, si è ipotizzato che sia stata fondata nel periodo Srivijaya o anche prima. Inizialmente sorgeva lungo il mare nei pressi di Songkhla, ma in seguito, per proteggersi dai rischi, la comunità si spostò verso l'interno cambiando diversi siti prima di insediarsi in quello odierno nell'Ottocento.
Tavole votive in argilla che riportano icone buddhiste risalenti a un periodo compreso tra il V e il X secolo furono trovate nel monte Khao Ok Thalu e in alcune grotte di Phattalung. Sono influenzate dall'arte dei Mon di Dvaravati e si rifanno alla tradizione del buddhismo Mahāyāna, hīnayāna e, in misura minore, dell'induismo. Alcune di esse sembrano testimoniare che il quartier generale dei monaci della foresta per la penisola malese fosse a Phatthalung. Particolarmente numerose sono quelle che raffigurano l'Amitabha Buddha di scuola mahayana.
Nel periodo che precedette l'avvento dei siamesi, sembra che la città fosse conosciuta dai cinesi con il nome di Foluoan e che fosse tributaria di Sanfoqi, da molti studiosi identificata in Srivijaya. Fu un periodo di grande benessere per la regione grazie ai traffici tra Cina e India, con le merci che attraversavano via terra tra est e ovest la penisola malese per evitarne la circumnavigazione e i rischi ad essa connessi. In tale periodo si formò una folta comunità di mercanti cinesi a Foluoan. Con il declino di Srivijaya, la zona di Phatthalung fu dominata da Tambralinga, l'odierna Nakhon Si Thammarat, che favorì la diffusione del buddhismo theravada. Nel XIII secolo Tambralinga fu assorbita dall'emergente regno siamese di Sukhothai, che il secolo successivo fu sottomesso dal regno di Ayutthaya.
Durante il regno di Ramathibodi I, fondatore nel 1350 di Ayutthaya, Phatthalung divenne una delle 12 città regali. Diversi documenti risalenti a fine Seicento riportano le relazioni tra la corte di Ayutthaya e le comunità di Phattalung sviluppatesi attorno ai monasteri locali, che facevano capo al Wat Phra Kho; evidenziano in particolare lo sviluppo storico-religioso della zona, le opere dei monasteri e le sovvenzioni che il regno fece loro avere per i contributi offerti. Con l'avanzata verso nord dell'Islam nella penisola malese, a partire dal XV secolo Phatthalung, Nakhon Si Thammarat e Songkhla furono le roccaforti del buddhismo; utilizzate da Ayutthaya come basi per le campagne militari contro il ribelle sultanato di Pattani, spesso ne subirono gli attacchi. L'Islam fu quindi portato a Phatthalung da Pattani, che si rese indipendente dal Siam e prese il controllo della zona attorno al 1700. La sottomissione a Pattani sarebbe durata fino alla caduta di Ayutthaya del 1767, quando i siamesi si riorganizzarono nel regno di Thonburi e ripresero il controllo della regione.
Durante la guerra dei nove eserciti di inizio Ottocento, vi fu in città una sollevazione popolare che contribuì alla sconfitta degli invasori birmani. I governatori delle province del Siam furono di fatto dei vassalli di Ayutthaya e Bangkok, tramandarono la carica ai discendenti e poterono mantenere la propria autonomia fino alla fine dell'Ottocento, quando la riforma thesaphiban messa in atto durante il regno di Rama V li esautorò. I loro territori passarono sotto il controllo di funzionari inviati da Bangkok che si posero alla guida delle nuove unità amministrative denominate monthon. Phatthalung fu inserito nel Monthon di Nakhon Si Thammarat istituito nel 1896.

## Monumenti e luoghi d'interesse

### Architetture religiose

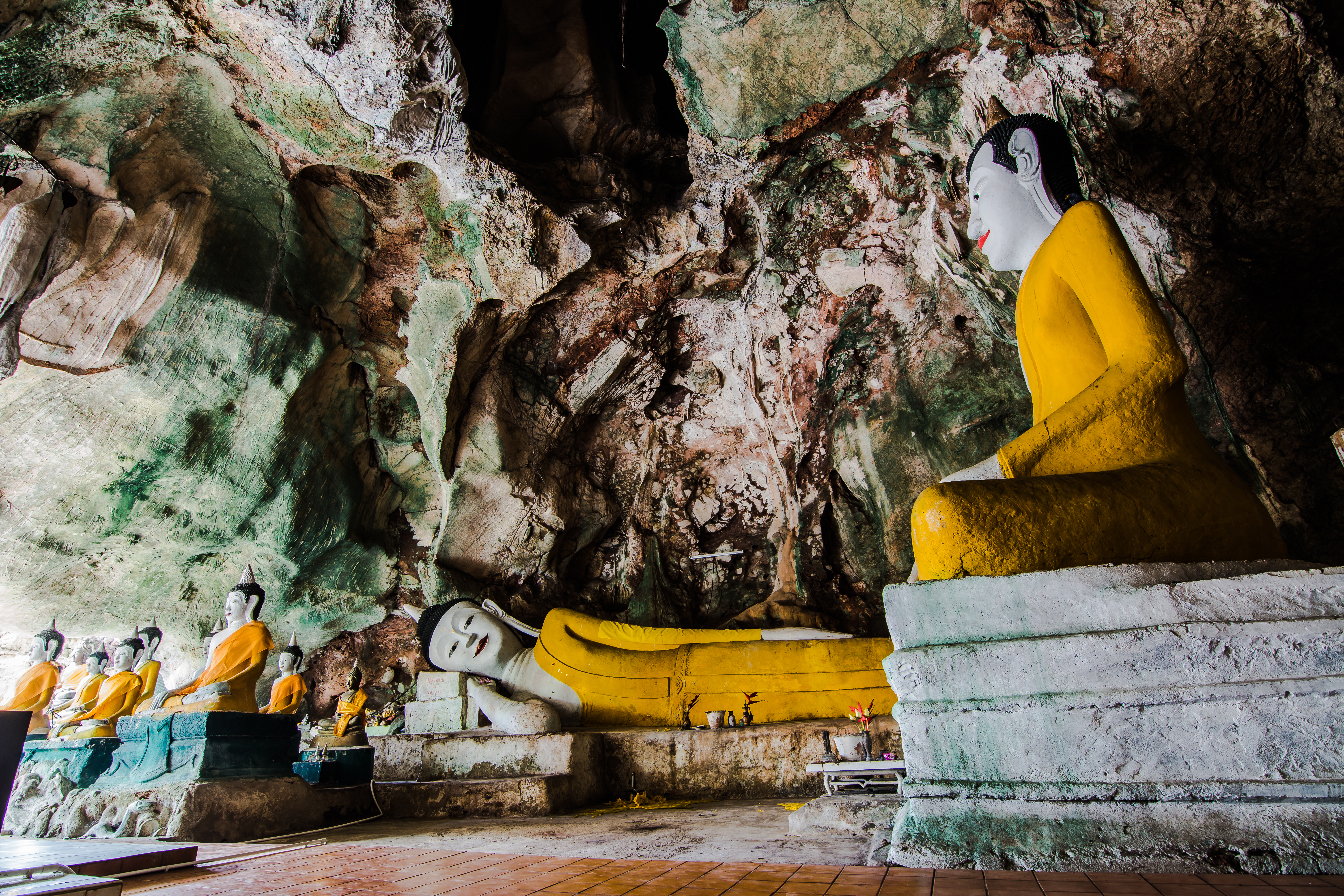
Una grotta del Wat Khuha Sawan

Una delle maggiori attrazioni cittadine è il tempio con le grotte di Wat Khuha Sawan, al cui interno si trovano preziosi manufatti del I millennio risalenti all'epoca Srivijaya. Gli edifici furono costruiti nel periodo di Ayutthaya, secondo il Dipartimento del Turismo tra l'VIII e il X secolo, si trovano a fianco del monte Khao Khuha Sawan e fanno parte del tempio anche le vicine grotte, in alcune delle quali vi sono statue di Buddha o stucchi con rappresentate scene legate alla tradizione locale. Salendo la scala che porta sulla sommità della rocca, si può ammirare il panorama cittadino e le zone limitrofe.
Il Wat Wang si trova 6 km a nord del centro ed è un importante luogo di culto. Costruito nel periodo tardo Ayutthaya, fu al centro della città prima che fosse spostata nel sito odierno. Il tempio fu lasciato andare in rovina e venne restaurato nel 1969. All'interno della sua sala dell'ordinazione vi sono importanti affreschi della vita di Buddha e all'esterno si trovano 108 statue in stucco di Buddha.

### Altro
La statua in bronzo del Buddha Phra Phutthanirarokhantarai Chaiyawat Chaturathit, detta anche Phra Si Mum Mueang, si trova in un padiglione di fronte al municipio. È stata donata da re Rama IX nel 1968 alla provincia ed è diventata oggetto di culto auspicale per i thai del sud.

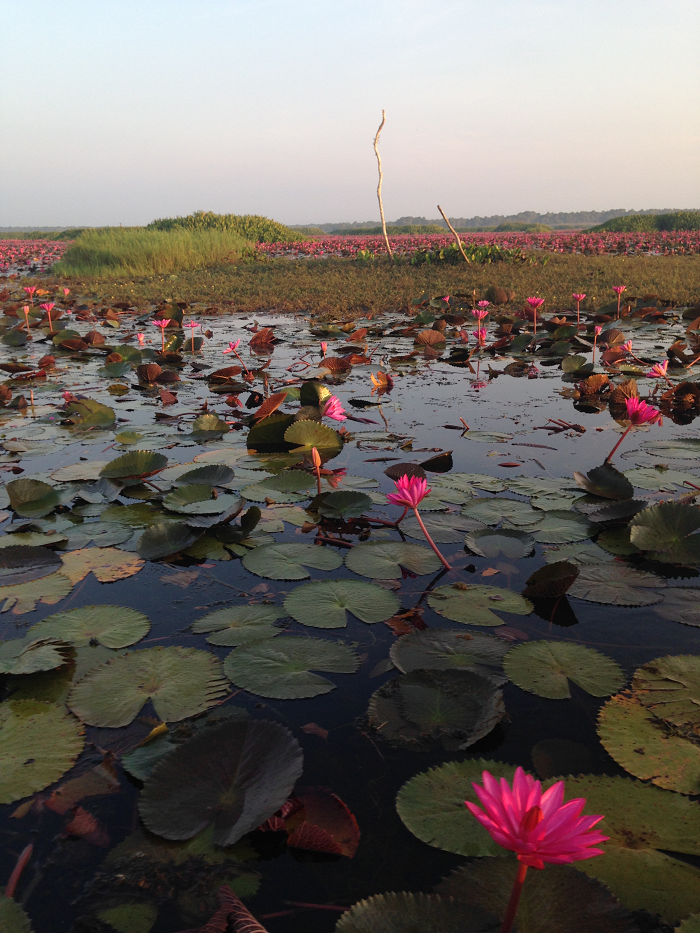
Loto sul Thale Noi

### Aree naturali
Il monte Khao Ok Thalu si trova nei pressi della stazione, è alto 250 metri ed è il simbolo della città. Una scalinata porta alla sommità.
Il Parco degli uccelli acquatici di Thale Noi è la principale attrazione della zona e si trova a circa un'ora di songthaew dal centro cittadino. Fu il primo parco dove venne imposto il divieto di caccia in Thailandia e si snoda attorno al Thale Noi (letteralmente piccolo lago). Richiama gli appassionati di birdwatching per la presenza di svariati uccelli acquatici migratori tra cui 287 specie di anseriformi. Altri animali presenti sono 26 specie di rettili e 6 di mammiferi. Vi sono inoltre sulla superficie del lago piante acquatiche tra cui giacinti, hanguane, loto ecc.

## Società

### Tradizioni e folclore
La città è conosciuta in Thailandia per la danza popolare nora, o manora (in lingua thai มโนราห์หรือโนรา), una forma di danza classica nazionale di origine indiana che viene insegnata a livello locale. I danzatori di Nora di Phatthalung sono molto ricercati per festival e altri eventi nazionali. L'arte in generale ha un ruolo importante nelle tradizioni della città, si dice che sia stata la prima in Thailandia a sviluppare la nora e il teatro delle ombre nazionale talung.
Tra le più importanti manifestazioni del folclore locale vi sono un festival del teatro delle ombre in aprile, uno delle danze in giugno e quello dei tamburi in ottobre. Quest'ultimo ha luogo durante la grande festa religiosa thailandese del Phon Lak Phra, particolarmente sentita a Phatthalung, dove statue del Buddha vengono portate in processione per strada e sul fiume in diversi wat cittadini al ritmo dei tamburi. La festa dura una settimana e comprende altri spettacoli di canto, danza, teatro ecc.

## Economia
Phatthalung è al centro di una vasta area di produzione del riso, la più grande in Thailandia del Sud. Molto diffusa è anche la palma da cocco. Altri settori importanti sono la pesca, soprattutto nel lago di Songkhla, e l'artigianato. Il turismo è scarsamente sviluppato.

## Infrastrutture e trasporti

### Strade e autobus
A Phatthalung si congiungono la strada A4, Thanon Phetkasem, che unisce Bangkok alla Malesia passando per la costa del mare delle Andamane, e la A41, che collega la città con Chumphon, accorcia il percorso per Bangkok rispetto alla A4 restando lungo la costa orientale e si ricongiunge alla Phetkasem a Chumphon.
La stazione degli autobus di Phatthalung si trova 5 km a nordovest dal centro cittadino, lungo la A41. Oltre che ai centri della provincia, collega la città a Bangkok, Krabi, Hat Yai, Nakhon Si Thammarat, Phuket, Surat Thani, Trang ecc.

### Ferrovie
La stazione ferroviaria è in centro città ed è servita dalla linea meridionale della Ferrovia di Stato della Thailandia con treni diretti a Bangkok e in Malesia.

### Aeroporti
Non c'è nessun aeroporto nella provincia, i più vicini sono quelli di Trang e di Hat Yai.